# A Few Steps Beyond
A Few Steps Beyond ist ein Soloalbum von Gianni Lenoci. Die bei einem Auftritt am 4. September 2019 im Rahmen des Talos Festival in der Pinacoteca d’Arte Moderna in Ruvo di Puglia entstandenen Aufnahmen erschienen 2021 auf Amirani Records. Es war der letzte Mitschnitt eines Konzerts Lenocis, der Ende September 2019 starb.

## Hintergrund
Der Pianist Gianni Lenoci spielte bei seinem Auftritt beim Talos Festival Kompositionen von Ornette Coleman, Carla und Paul Bley, Gordon Jenkins und Jerome David Kern.

## Titelliste
- Gianni Lenoci: A Few Steps Beyond (Amirani Records MRN065)[1]

1. Lorraine (Ornette Coleman) 8:40
2. All the Things You Are (Jerome David Kern) 12:17
3. Blues Waltz (Paul Bley) 11:39
4. Ida Lupino (Carla Bley) 16:18
5. Goodbye (Gordon Jenkins) 5:30
6. Latin Genetics (Ornette Coleman) 4:15

## Rezeption
Nach Lenocis Tod würde beim Hören die fließende Gestalt [seiner Musik] fast wieder erscheinen, klanglich hervorgerufen durch seine unverkennbare Art, sich dem Instrument zu nähern, durch die taktile Symbolik der Ausflüge außerhalb der Tastatur in „Ida Lupino“, durch diese eigentümliche Art, Standards zu defragmentieren und ihren ursprünglichen Geist zu verdinglichen, schrieb Francesco Cusa in The New Noise. Gianni Lenoci erfinde Jazzstandards neu und folge dabei einem umgekehrten Prozess im Vergleich zur „performativen Bulimie des heutigen Jazz“, der oft darauf abziele, die Raster der Leinwand als Vorwand für gigantische Soloabenteuer auszunutzen. Mit Gianni Lenoci hingegen würden die Kompositionen von Ornette Coleman, Paul Bley und Jerome Kern nach einer [Art] Ausgrabungsarbeit, die zum Wesen des Unkommunizierbaren führe, zu den Wurzeln der Gegenwart zurückgeführt, wiederbelebt und in die intime Lebensflüssigkeit des Jazz eingeführt, die jede Komposition einzigartig und gleichzeitig unentzifferbar mache.
Nur wenige Pianisten seien in der Lage, alle in einem improvisierten Solo-Klavierkonzert inszenierten Elemente darzustellen und gleichzeitig zusammenzuhalten, sie anzukündigen und sie dann im Kontinuum der Aufführung voranzutreiben, so Francesco Cusa. Gianni Lenoci sei dies auf natürliche Weise gelungen, dank eines quasi enzyklopädischen Wissens über die Geschichte der Musik und einer wissenschaftlichen Herangehensweise an das Instrument, die sich gut in den Lebensraum seiner zahlreichen Dämonen einfügte, mit seiner chthonischen und weltlichen Sphäre, die ebenfalls ein integraler Bestandteil seines Schaffens war.